# Glenda R. Carpio
Glenda R. Carpio es una educadora y académica guatemalteca-estadounidense. Se desempeña como profesora de estudios africanos y afroestadounidenses e inglés en la Universidad de Harvard. Su libro, Laughing Fit to Kill: Black Humor in the Fictions of Slavery fue publicado por Oxford University Press en 2008. Actualmente trabaja en un libro sobre inmigración, expatriación y exilio en la literatura estadounidense. Ha sido nombrado uno de los 100 de ROOT.com de 2010.

## Biografía

### Primeros años
Recibió su doctorado en inglés por la Universidad de California en Berkeley, y su licenciatura la obtuvo en Vassar College. Se le concedió la titularidad en la Universidad de Harvard en los departamentos de inglés y de estudios africanos y afroestadounidenses.

### Carrera
Comenzó su carrera docente en Compton, California, donde enseñó inglés en octavo grado y en cuarto grado a través del programa Teach for America. Enseñó en la Universidad de California en Berkeley, la Universidad Pace y la Universidad de Nueva York antes de enseñar en la Universidad de Harvard. Recientemente recibió el Premio Abramson a la Excelencia y Sensibilidad en la Enseñanza de Pregrado de la Universidad de Harvard.

### Vida personal
A los 12 años, llegó a Estados Unidos como inmigrante guatemalteca sin saber una palabra de inglés. Divide su tiempo entre Harvard y Venecia, donde radica su marido.

## Publicaciones
- Carpio, Glenda. Laughing Fit to Kill: el humor negro en las ficciones de la esclavitud . Nueva York, Nueva York: Oxford University Press, 2008.  Según WorldCat, el libro se encuentra en 1296 bibliotecas [5]
- Carpio, G. (2019). (ed) El compañero de Cambridge de Richard Wright. Cambridge; Nueva York : Prensa de la Universidad de Cambridge, 2019.
- Carpio, Glenda R., Werner Sollors y Zora Neale Hurston. Estudios literarios afroamericanos: nuevos textos, nuevos enfoques, nuevos desafíos . Heidelberg: Universitätsverlag 2010.